# Кайман
Кайма́н (Caiman) — рід плазунів родини алігаторових (Alligatoridae). Від інших алігаторів вони відрізняються наявністю кісткового черевного панцира. Рід містить три види, поширені в Центральній і Південній Америці.
Крокодиловий кайман харчується іншими плазунами, безхребетними — прісноводними крабами та молюсками. Попри значну довжину кайман порівняно з іншими теплокровними ссавцями великої кількості їжі не потребує.

## Розміри
Самці досягають до 2-2,5 м, самки не більше, як 1,4 м.
Найбільший кайман важить 200 кг досягає до 3.5 м.

## Опис
Каймани схожі на алігаторів по своїй морфології, та відрізняються наявністю пластинок.
Широкомордий та крокодилові каймани характеризуються наявністю костяного гребня.